# Jordanita
Jordanita ist eine Gattung der Schmetterlinge aus der Familie der Widderchen (Zygaenidae).

## Merkmale
Kopf, Thorax, Abdomen und Vorderflügeloberseite schimmern kräftig grün oder blau und glänzen nahezu metallisch. Der Schimmer wird durch Schuppen mit einer siebartigen Feinstruktur hervorgerufen, die das Licht brechen und reflektieren. Die Vorderflügel sind breit oder schmal und dreiecksförmig, die Hinterflügel mehr oder weniger rechteckförmig. Bei einigen Arten sind die Weibchen kleiner und haben schmalere Flügel als die Männchen, bei anderen Arten sind die Weibchen und Männchen gleich groß. Die Fühler der Männchen sind doppelt gekämmt und laufen spitz zu. Coremata – ausstülpbare Pheromontaschen – sind nicht vorhanden. Die Genitalien der Männchen haben in den verschiedenen Untergattungen vielfältige Merkmale. Der Uncus ist stark sklerotisiert und markant. Die Valven haben distal einen transluzenten Bereich. Bei den Weibchen ist die Präbursa entweder vorhanden oder fehlt. Doppelt gekämmte Fühler gibt es bei den Weibchen nur bei einer Art, alle anderen haben entweder sägeförmige oder doppelt sägeförmige Fühler, die spitz zulaufen.

## Verbreitung
Die meisten Vertreter der Gattung Jordanita sind in der Westpaläarktis beheimatet.

## Biologie
Die Raupen aller Arten entwickeln sich an Korbblütlern (Asteraceae), bei denen sie in den Blättern minieren. Einige Arten fressen nach der Diapause frei an den Futterpflanzen, während andere Arten bis zur Verpuppung weiter minieren. Bei einigen wenigen Arten bohren sich spätere Raupenstadien in die Stängel der Futterpflanzen. Alle Arten bilden nur eine Generation im Jahr.

## Systematik
Die Gattung Jordanita besteht aus sechs Untergattungen mit 32 Arten. Sechs Arten sind in Zentralasien beheimatet. Benannt ist sie nach dem deutsch-britischen Entomologen Karl Jordan. In der folgenden Übersicht sind die 26 in der Westpaläarktis beheimateten Arten aufgeführt.
- Gattung Jordanita Verity, 1946
  - Untergattung Roccia Alberti, 1954
    - Jordanita budensis (Speyer & Speyer, 1858)
    - Jordanita paupera (Christoph, 1887)
    - Jordanita volgensis (Möschler, 1862)
    - Jordanita kurdica (Tarmann, 1987)
    - Jordanita hector (Jordan, 1907)
    - Jordanita notata (Zeller, 1847), (Skabiosen-Grünwidderchen)

  - Untergattung Gregorita Povolný & Šmelhaus, 1951
    - Jordanita hispanica (Alberti, 1937)
    - Jordanita algirica (Rothschild, 1917)
    - Jordanita minutissima (Oberthür, 1916)
    - Jordanita carolae (Dujardin, 1973)
    - Jordanita rungsi (Dujardin, 1973)
    - Jordanita cognata (Herrich-Schäffer, 1847)
    - Jordanita benderi (Tarmann, 1985)
    - Jordanita maroccana (Naufock, 1937)

  - Untergattung Lucasiterna Alberti, 1961
    - Jordanita cirtana (Lucas, 1849)
    - Jordanita subsolana (Staudinger, 1862)

  - Untergattung Rjabovia Efetov & Tarmann, 1995
    - Jordanita horni (Alberti, 1937)

  - Untergattung Jordanita Verity, 1946
    - Jordanita syriaca (Alberti, 1937)
    - Jordanita graeca (Jordan, 1907)
    - Jordanita chloros (Hübner, 1813)
    - Jordanita chloronota (Staudinger, 1871)
    - Jordanita tenuicornis (Zeller, 1847)
    - Jordanita globulariae (Hübner, 1793), (Flockenblumen-Grünwidderchen)
    - Jordanita fazekasi Efetov, 1998
    - Jordanita vartianae (Malicky, 1961)

  - Untergattung Praviela Alberti, 1954
    - Jordanita anatolica (Naufock, 1929)